# Rivière Ashuanipi
La rivière Ashuanipi (anglais : Ashuanipi River) est un affluent du réservoir Smallwood, d’une longueur d’environ 345 km, située au centre de la péninsule du Québec-Labrador. Elle constitue la branche mère du fleuve Churchill.

## Description
La rivière Ashuanipi s’écoule de l’extrémité nord du lac Ashuanipi qui se situe à une altitude de 529 m et couvre une superficie de 517 km². Le lac Ashuanipi est alimenté par de nombreuses rivières dont la plus importante est la rivière Embarrassée grossie de la rivière Summit. La route Translabradorienne reliant Labrador City à Happy Valley-Goose Bay traverse la rivière 6 km en aval du lac Ashuanipi.
La rivière Ashuanipi coule sur près de 65 km vers le nord, effectue deux coudes marqués vers le sud-ouest (en recevant la rivière Shabogamo qui arrose Labrador City) puis le nord au niveau d'Emeril, forme plusieurs lacs (Wightman, Gravel, Molson) en recevant l'abondante rivière Miron en rive droite émissaire du lac Miron.
Elle traverse ensuite les lacs Menihek sur une longueur d'environ 100 km. Un des principaux affluents des lacs Menihek est la rivière McPhadyen venant de l'ouest. Le chemin de fer de la Côte-Nord et du Labrador puis la ligne de chemin de fer du Transport ferroviaire Tshiuetin longent du sud au nord la rive orientale de la rivière Ashuanipi et des lacs Menihek qui coulent dans la fosse du Labrador.
À l'embouchure des lacs Menihek se trouve le barrage de la centrale hydroélectrique Menihek qui a une puissance installée de 18,7 MW et utilise une hauteur de chute de 12 m maximum. La ligne de chemin de fer du Transport ferroviaire Tshiuetin passe sur le barrage. La rivière Ashuanipi effectue à ce niveau un coude vers le sud-est et traverse ensuite un système sinueux de lacs interconnectés, successivement les lacs Marble, Astray qui reçoit l'abondante rivière Howells venant de l'ouest du lac Howells à travers une profonde vallée glaciaire avancée en territoire québécois (prolongement géologique des lacs Menihek) au sud des vastes mines de fer de Schefferville, Dyke et Petitsikapau.
La rivière s'oriente vers le sud-est sur les 100 derniers kilomètres et rejoint la rive nord-ouest du réservoir Smallwood. La rivière a alors la forme d’un lac qui s’élargit sur presque toute sa longueur.

## Hydrologie
La rivière Ashuanipi draine une superficie de 25 928 km2. Le débit moyen en aval des lacs Menihek est de 394 m3/s. Les débits mensuels les plus élevés se produisent généralement pendant la fonte des neiges en juin, avec une moyenne de 1 020 m3/s..
Le débit moyen de la rivière en aval du lac Wightman (53° 13′ 39″ N, 66° 12′ 21″ O), après avoir reçu la rivière Shabogamo, s'établit à 181 m3/s pour un bassin versant de 8 310 km2. Le débit de la rivière va ensuite gonfler par l'apport de la rivière Miron puis surtout au niveau des lacs Menihek en recevant les cours d'eau venus du vaste plateau lacustre situé à l'ouest, notamment la rivière McPhadyen qui constitue l'affluent le plus important de la rivière Ashuanipi. Ces cours d'eau abondants réagissent très fortement lors de la fonte des neiges du fait de la nature du terrain, avec de fortes pointes de crue.
Le maximum de crue de la rivière Ashuanipi, d'environ 600 m3/s en aval du lac Wightman, atteint ainsi près de 1 700 m3/s aux rapides Menihek, la rivière McPhadyen dépassant les 400 m3/s.
La rivière Ashuanipi continue de se renforcer après les rapides Menihek en recevant la rivière Howells et le drainage du vaste lac Attikamagen. Son débit moyen à l'embouchure du réservoir Smallwood n'a pas été calculé mais doit probablement dépasser les 500 m3/s, le débit originel du fleuve Chuchill au niveau du lac Flour en amont des chutes Churchill étant de 719 m3/s.
La rivière Ashuanipi et ses affluents en amont du lac Ashuanipi constituent une tête de bassin drainant l'intérieur du plateau du Labrador au cœur de la péninsule du Québec-Labrador. Ceci explique la forme du Labrador depuis 1927, lorsque le Conseil privé de Londres trancha le débat sur la frontière Québec-Labrador en situant la fin de la côte du Labrador à la limite du bassin versant se déversant dans la mer du Labrador.
La ligne de partage des eaux est par endroits très peu marquée dans le Labrador central qui compte de nombreuses tourbières subarctiques. Si elle a pu être identifiée grâce aux technologies modernes, il existe des secteurs polyréiques (drainés vers deux versants différents) et des secteurs aréiques (situés sur la hauteur des terres et non drainés).